# Casino (Alcazar)
Casino è il primo album del gruppo musicale pop svedese Alcazar, pubblicato con il titolo Casino by Alcazar in Svezia nel 2000 e prodotto da Alexander Bard, membro del gruppo glam-pop svedese Army of Lovers. L'album è stato pubblicato in più edizioni.

## Le varie edizioni
La prima edizione del disco è stata pubblicata il 18 ottobre 2000 in Svezia con il titolo di Casino by Alcazar ed è composta da tredici brani più il remix, eseguito da Johan S, del brano Leave Me Alone.
L'album non ha ottenuto grandi consensi in Svezia, ma in compenso i primi singoli estratti (Shine On, Ritmo del amor e Crying at the Discoteque) raggiungono le posizioni alte nelle classifiche di Finlandia e Russia.
Questo successo fuori dai confini svedesi, specialmente del singolo Crying at the Discoteque, che ha raggiunto le prime dieci posizioni in paesi come Svizzera, Belgio e Italia, ha spinto il gruppo a pubblicare una nuova edizione dell'album e a intraprendere un tour promozionale in Europa. La nuova edizione del disco è stata pubblicata nel 2001, con una nuova copertina e nuovi brani.
Rispetto alla prima edizione, pubblicata solo in Scandinavia, sono stati eliminati alcuni brani (Season in the Sun, Dub Leave Me Alone e Salomé), sostituiti da nuovi brani: Sexual Guarantee, Almost Famous, Paradise, Breaking Free e la cover di un brano degli Human League, Don't You Want Me. Inoltre uno dei brani della prima edizione, Blues in G-Minor, è stato incluso come traccia nascosta alla fine dell'edizione internazionale.
Questa nuova edizione è stata distribuita nel febbraio 2002 anche in Regno Unito, in Australia e a Taiwan con la stessa lista tracce.

## Edizioni speciali
Nell'agosto del 2002 sono state pubblicate altre due edizioni speciali dell'album:
- La prima edizione speciale, pubblicata in Giappone, comprende tutti i brani dell'edizione internazionale con l'aggiunta di due bonus track: Don't You Want Me (Almighty Radio Edit) e il brano inedito Click Your Heart.

Quest'ultimo brano è comparso solo in questa edizione e, come accaduto per i brani esclusi dall'edizione scandinava, non è stato incluso in nessun'altra edizione dell'album.
- La seconda edizione speciale è stata pubblicata negli Stati Uniti e includeva alcuni brani dell'edizione internazionale e versioni remixate dei singoli estratti dall'album, alcune delle quali già pubblicate nei singoli ufficiali, e altre inedite.

## Tracce
Edizione svedese (2000)
1. Don't Leave Me Alone – 4:08
2. Crying at the Discoteque (feat. Crying Boy) – 3:53
3. Shine On – 3:34
4. Transmetropolis – 4:12
5. Stars Come Out at Night – 3:36
6. Paris in the Rain (feat. Cryin' Boy) – 3:34
7. Baby Come Back – 3:29
8. Salomè – 4:11
9. Ritmo del amor – 3:24
10. Seasons in the Sun – 3:31
11. Tears of a Clone – 4:15
12. The Bells of Alcazar – 4:00
13. Blues in G-Minor – 3:26
14. Dub Leave Me Alone (Johan S Dub Remix) – 4:30

Durata totale: 53:43
Edizione europea (2001)
1. Sexual Guarantee – 3:36
2. Crying at the Discoteque (feat. Cryin' Boy) – 3:53
3. Don't Leave Me Alone – 4:09
4. Almost Famous – 3:59
5. Paradise – 3:48
6. Transmetropolis – 4:12
7. Stars Come Out at Night – 3:38
8. Paris in the Rain (feat. Cryin' Boy) – 3:43
9. Baby Come Back – 3:29
10. Breaking Free – 3:47
11. Don't You Want Me – 3:35
12. Shine On – 3:34
13. Ritmo del amor – 3:21
14. Tears of a Clone – 4:15
15. The Bells of Alcazar / Blues in G-Minor (traccia nascosta) – 10:21

Durata totale: 63:20

### Edizioni speciali
Edizione speciale giapponese
Questa edizione è stata pubblicata il 21 agosto 2002 solo per il mercato giapponese.
Comprende tutti i brani dell'edizione internazionale con due bonus track: Don't You Want Me (Almighty Radio Edit) e il brano inedito Click Your Heart, che compare solo in questa edizione.
1. Don't You Want Me (Almighty Radio Edit) – 3:28
2. Sexual Guarantee – 3:36
3. Crying at the Discoteque (feat. Cryin' Boy) – 3:53
4. Don't Leave Me Alone – 4:09
5. Almost Famous – 3:59
6. Paradise – 3:48
7. Transmetropolis – 4:12
8. Stars Come Out at Night – 3:38
9. Paris in the Rain (feat. Cryin' Boy) – 3:43
10. Baby Come Back – 3:29
11. Breaking Free – 3:47
12. Shine On – 3:35
13. Ritmo del amor – 3:21
14. Tears of a Clone – 4:15
15. Don't You Want Me (Album Version) – 3:35
16. Click Your Heart (Bonus track) – 4:19
17. The Bells of Alcazar / Blues in G-Minor (traccia nascosta) – 10:21

Durata totale: 71:08
Edizione speciale statunitense
Questa edizione è stata pubblicata il 27 agosto 2002 solo per il mercato statunitense.
Comprende tutti i brani dell'edizione internazionale, eccetto Stars Come Out at Night, Baby Come Back, Shin On, Tears of a Clone, Bells of Alcazar, Blues in G Minor.
Al loro posto sono stati aggiunte alcune versioni remixate dei brani Sexual Guarantee, Crying at the Discoteque e Don't You Want Me.
1. Sexual Guarantee – 3:36
2. Crying at the Discoteque (feat. Crying Boy) – 3:53
3. Don't Leave Me Alone – 4:09
4. Paradise – 3:48
5. Transmeteropolis – 4:12
6. Paris in the Rain (feat. Cryin' Boy) – 3:43
7. Don't You Want Me (Album Version) – 3:35
8. Almost Famous – 3:59
9. Crying at the Discoteque (Illicit Remix) – 7:16
10. Crying at the Discoteque (Ivan's X Remix) – 7:18
11. Don't You Want Me (Almighty Club Mix) – 7:34
12. Don't You Want Me (Project Eden Remix) – 7:33
13. Sexual Guarantee (Fu-Tourist Remix) – 5:35
14. Sexual Guarantee (Johan S. Vocal Club Mix) – 5:25

Durata totale: 71:36

## Singoli

### Svezia
Casino - Edizione svedese (2000)
- Shine On (1999)
- Ritmo del amor (2000)
- Crying at the Discoteque (2000)

### Europa
Casino - Edizione Europea/Internazionale (2001)
- Crying at the Discoteque (2000)
- Sexual Guarantee (2001)
- Don't You Want Me (2002)

## Pubblicazione
| Versione                       | Data            | Regione     |
| ------------------------------ | --------------- | ----------- |
| Edizione svedese               | 18 ottobre 2000 | Svezia      |
| Edizione europea               | 2001            | Svezia      |
| Edizione europea               | 2001            | Europa      |
| Edizione internazionale        | 8 febbraio 2002 | Australia   |
| Edizione internazionale        | 8 febbraio 2002 | Taiwan      |
| Edizione internazionale        | 8 febbraio 2002 | Regno Unito |
| Edizione speciale giapponese   | 21 agosto 2002  | Giappone    |
| Edizione speciale statunitense | 27 agosto 2002  | Stati Uniti |